# Sydney Kamlager
Sydney Kamlager (Chicago; 20 de julio de 1972) es una política estadounidense que sirve en el Senado de California. Representa al 37.º distrito congresional de California en la Cámara de Representantes de los Estados Unidos desde 2023.
Antes de ser elegida para el Senado de California, sirvió en la Asamblea de California y como fideicomisario del distrito de Colegios Comunitarios de Los Ángeles.

## Biografía

### Primeros años y educación
Nació en Chicago, Illinois. Asistió a la Universidad del Sur de California en Los Ángeles, donde obtuvo una licenciatura en Ciencias Políticas. Fue miembro de la hermandad de mujeres Zeta Phi Beta. Recibió su maestría en Administración de las Artes en el Heinz College, en la Universidad Carnegie Mellon. Su madre es la actriz Cheryl Lynn Bruce y su padrastro el artista Kerry James Marshall.

### Carrera
En 1996, fue la portavoz del Centro de Recursos de Arte Público y Social (SPARC) en Venice, California. Un año más tarde, fue directora de arte público de la organización durante la restauración del pozo de graffiti de Venecia. Después de dejar SPARC, trabajó como asistente del actor Delroy Lindo. Luego trabajó como directora de asuntos públicos para la corporación de cuidado infantil sin fines de lucro Crystal Stairs, una organización encabezada en ese momento por Holly Mitchell. Actualmente, forma parte de la junta directiva de Planned Parenthood Los Ángeles y es una firme defensora de los derechos reproductivos.
En 2010, trabajó en la campaña para elegir a Holly Mitchell a la Asamblea de California, y se convirtió en directora de distrito después de la victoria de Mitchell. En 2015, se postuló para el puesto 3 de la Junta de Fideicomisarios del Distrito de Colegios Comunitarios de Los Ángeles. Ganó con más del 52 por ciento de los votos entre cuatro candidatos el 3 de marzo de 2015.

### Asamblea de California
Después de que Sebastian Ridley-Thomas anunciara su renuncia a la Asamblea estatal el 27 de diciembre de 2017, Kamlager ingresó a la carrera para cumplir el resto de su mandato. Ganó las elecciones especiales del 3 de abril de 2018 para representar al 54.º distrito de la Asamblea.
Durante su mandato, formó parte de los siguientes comités permanentes: Seguridad Pública, Artes y Entretenimiento, Comunicaciones y Transporte, Seguros y el poderoso comité de Reglas. Fue presidenta del Comité Selecto de Mujeres Encarceladas y dirige la Delegación del Condado de Los Ángeles de la legislatura.